# 扎什基夫區
扎什基夫區（烏克蘭語：Жашківський район）是位於烏克蘭中部切爾卡瑟州的舊區，首府設於扎什基夫，並於2020年被撤銷。該區面積964平方公里，2015年人口37,344，人口密度每平方公里38.74人。
1. ↑  . Міністерство розвитку громад та територій України.   [2022-05-24]. （原始内容存档于2022-02-25） （乌克兰语）.